# Consequences
Consequences è un singolo della cantante statunitense Camila Cabello, pubblicato insieme ad una nuova versione orchestrale il 9 ottobre 2018 come terzo estratto dal primo album in studio Camila.

## Descrizione
Si tratta di una ballata al pianoforte. La canzone è stata scritta dalla stessa Camila Cabello con la collaborazione di Amy Wadge, Nicolle Galyon e Emily Weisband, mentre i testi parlano di un impatto di un partner che era nella sua vita.

## Accoglienza
Alexis Petridis di The Guardian ha definito Consequences un trionfo inaspettato, elogiando la voce della cantante, mentre Kitty Empire della stessa rivista ha lodato la sua originalità. Anche Dennis Leupold di Rolling Stone ha notato in particolare la bravura della cantante. Jamieson Cox di Pitchfork ha paragonato la canzone a Stay di Rihanna. Sam Lansky di Time ha definito la canzone come una traccia "sincera" sia dal punto di vista del testo che musicale. Nick Levine di NME l'ha invece reputata "candida".

## Video musicale
Il 23 agosto 2018 la cantante ha condiviso una fotografia con l'attore Dylan Sprouse sui suoi social network con il testo «su cosa stiamo lavorando?». Il 4 ottobre 2018 la cantante ha inviato 12 cofanetti con all'interno una lettera ai suoi fan, che contenevano delle Polaroid durante le riprese del video insieme all'hashtag #Consequencesiscoming. Il 8 ottobre la cantante ha confermato che il video verrà pubblicato il 10 ottobre condividendo un video di anticipazione. Il video musicale presenta la performance dell'attore Dylan Sprouse, diretto da Dave Meyers e prodotto da Freen Joy.

## Esibizioni dal vivo
Il brano è stato eseguito durante il suo tour di debutto come solista, Never Be the Same Tour. Il 9 ottobre 2018 la cantante ha eseguito il brano nella versione orchestrale all'annuale American Music Award.

## Tracce
Download digitale
1. Consequences – 2:58 (Camila Cabello, Amy Wadge, Nicolle Galyon, Emily Weisband)

Download digitale (Versione orchestrale)
1. Consequences (orchestra) – 3:01

## Classifiche
| Classifica (2018) | Posizione massima |
| ----------------- | ----------------- |
| Belgio (Fiandre)  | 71                |
| Belgio (Vallonia) | 51                |
| Canada            | 75                |
| Grecia            | 85                |
| Irlanda           | 52                |
| Libano            | 15                |
| Lituania          | 54                |
| Portogallo        | 60                |
| Stati Uniti       | 51                |